# Cuộc vây hãm Longwy (1914)
Cuộc vây hãm Longwy là một hoạt động quân sự trên Mặt trận phía Tây trong giai đoạn đầu của cuộc Chiến tranh thế giới thứ nhất, đã diễn ra từ ngày 3 tháng 8 cho đến ngày 26 tháng 8 năm 1914, tại pháo đài nhỏ Longwy của nước Pháp (gần biên giới Pháp - Luxembourg). Sau hơn 20 ngày bao vây pháo đài, Tập đoàn quân số 5 của Đế quốc Đức dưới quyền chỉ huy của Thái tử Wilhelm đã chiếm được thị trấn Longwy từ tay quân đội Pháp (với một đội quân trú phòng dưới quyền chỉ huy của Thiếu tá D'Arche). Mặc dù cuộc kháng cự lâu dài của người Pháp tại Longwy đã gây cho các lực lượng của Đức những thiệt hại nặng nề, chiến thắng của vị Thái tử tại Longwy đã mang lại cho quân đội Đức hàng nghìn tù binh. Cũng giống như trong các cuộc cuộc vây hãm Maubeuge và Lille, quân đội Đức đã sử dụng các khẩu công thành pháo 42 cm để nghiền nát pháo đài Longwy: tất cả các pháo đài này cuối cùng đều thất thủ về tay người Đức.
Vào ngày 3 tháng 8 năm 1914, quân đội của Đức hoàng xâm lược nước Bỉ trung lập, khỏi đầu Mặt trận phía Tây của cuộc chiến tranh. Cùng ngày, một trong những tập đoàn quân của Đức ở phía Bắc: Tập đoàn quân số 5 dưới quyền Thái tử Wilhelm, đã phát động cuộc tấn công đầu tiên của mình vào Longwy. Trong các ngày 5 và 6 tháng 8, pháo đài cổ này hoàn toàn bị phong tỏa. Mặc dù khu vực từ Longwy đến Longuyon và Spincourt đã bị quân Đức đánh chiếm trong vòng vài ngày đầu của cuộc chiến, dưới sự chỉ huy của Thiếu tá D'Arche, quân trú phòng của Pháp đã đánh trả ác liệt. Tuy nhiên, cuộc kháng cự này không thể đem lại lợi ích gì cho Longwy: cho đến ngày 26 tháng 8, pháo đài đã bị buộc phải đầu hàng do không còn khả năng hứng chịu sức công phá của các khẩu đại bác của Đức. Sau thắng lợi của người Đức, khoảng 600 người bị thương đã được đưa ra khỏi pháo đài, trong số đó có 6 lính thương kỵ binh và long kỵ binh Đức vốn đã bị quân Pháp bắt sống. Người chỉ huy quân Pháp ở Longwy cũng bị bắt làm tù binh, sau khi giao nộp thanh gươm của mình cho quân Đức.
Các trung đoàn và đặc biệt là lực lượng pháo binh của Đức được ghi nhận là đã chiến đấu dũng cảm ở bên ngoài Longwy. Ngoại trừ Maubeuge, các pháo đài ở miền Bắc nước Pháp đều rơi vào tay quân đội của Đức hoàng trong tháng 8 năm 1914.